# Иварссон, Майя
Майя Иварссон (швед. Maja Ivarsson; род. 2 октября 1979, Охус, лен Кристианстад (ныне в лене Сконе)) — солистка шведской группы новой волны The Sounds. Она играет на электрогитаре (с 14 лет) и пишет слова к музыке.

## Карьера
Одним из знаменательных событий в её карьере стало участие в записи сингла Cobra Starship, а также видеоклипа «Snakes on a Plane (Bring It)» к фильму Snakes on a Plane (2006 года). Фильм был широко разрекламирован и сделал Майю и её группу очень популярными, особенно в США.
Группа уделяет много времени турам, включая туры по США. Их первый тур состоялся вскоре после выпуска дебютного альбома Living in America. В начале своего творческого пути группа выступала в основном в так называемом «южном финском треугольнике» (Турку, Тампере и Хельсинки), но осенью 2006 года их тур затронул и другие, в том числе прибрежные, города.
Корреспондент с веб-сайта Afterellen.com охарактеризовал Майю как бисексуалку, и она не стала оспаривать его описание её как «члена queer сообщества». Она подтвердила свою сексуальную ориентацию в более позднем интервью 6 ноября 2007.
Журналом «Blender Magazine» Майя была включена в список «Самых горячих женщин…Рока».

## Альбомы
- Living In America — издан 11 ноября 2002.
- Dying To Say This To You — издан 21 марта 2006.
- Crossing The Rubicon — издан 2 июня 2009.